# Julia Ducournau
Julia Ducournau (ur. 18 listopada 1983 w Paryżu) – francuska reżyserka i scenarzystka filmowa. Jej filmy zaliczane są do gatunku body horrorów.

## Życiorys
Urodziła się w rodzinie lekarzy (jej matka jest ginekologiem, a ojciec - dermatologiem). Studiowała scenariopisarstwo na paryskiej uczelni filmowej La Fémis. Jej krótkometrażowy debiut, Junior (2011), został nagrodzony na 64. MFF w Cannes.
Pierwsza fabuła Ducournau, Mięso (Grave, 2016), zdobyła Nagrodę FIPRESCI na 69. MFF w Cannes i sześć nominacji do Cezarów. Największy sukces odniosła drugim filmem fabularnym, Titane (2021). Obraz przyniósł jej Złotą Palmę na 74. MFF w Cannes. Ducournau stała się drugą kobietą-laureatką tej nagrody po Jane Campion.
Zasiadała w jury konkursu głównego na 76. MFF w Cannes (2023).